# Ushi no toki mairi

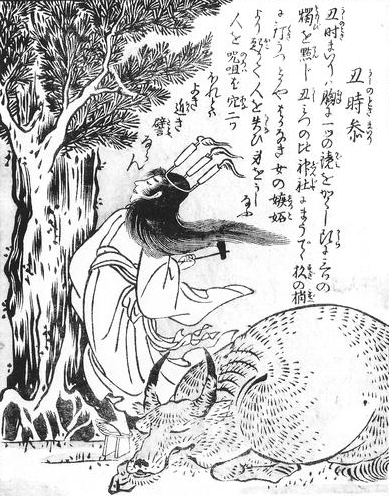
Ushi no toki mairi del libro Konjaku Gazu Zoku Hyakki (1779) de Sekien Toriyama.

Ushi-no-Toki-Mairi (丑の時参り lit. Visita al santuario a la hora del buey?) o Ushi no koku mairi (丑の刻参り?) se refiere a un método prescrito para lanzar una maldición sobre una persona. Es originario de Japón. Recibe dicho nombre debido a que se lleva a cabo durante las horas del Buey (entre la 1:00-3:00 h). La practicante, comúnmente una mujer despechada, vestida de blanco y coronándose con un anillo de hierro con tres velas encendidas en posición vertical, martilla clavos en un Shinboku (神木 lit. Árbol sagrado?) del santuario sintoísta. En la actualidad, los clavos van a través de una efigie de paja (representando a la víctima). El ritual debe repetirse siete días seguidos, después de lo cual se cree que la maldición tiene éxito, causando la muerte de la persona, pero el hechizo se anula si el acto es presenciado por alguien más. El Santuario Kifune en Kioto está asociado con el ritual.
También llamado Ushi no toki mōde (丑の時詣で?), Ushi mairi (丑参り?), Ushimitsu mairi (丑三参り?).

## Visión general

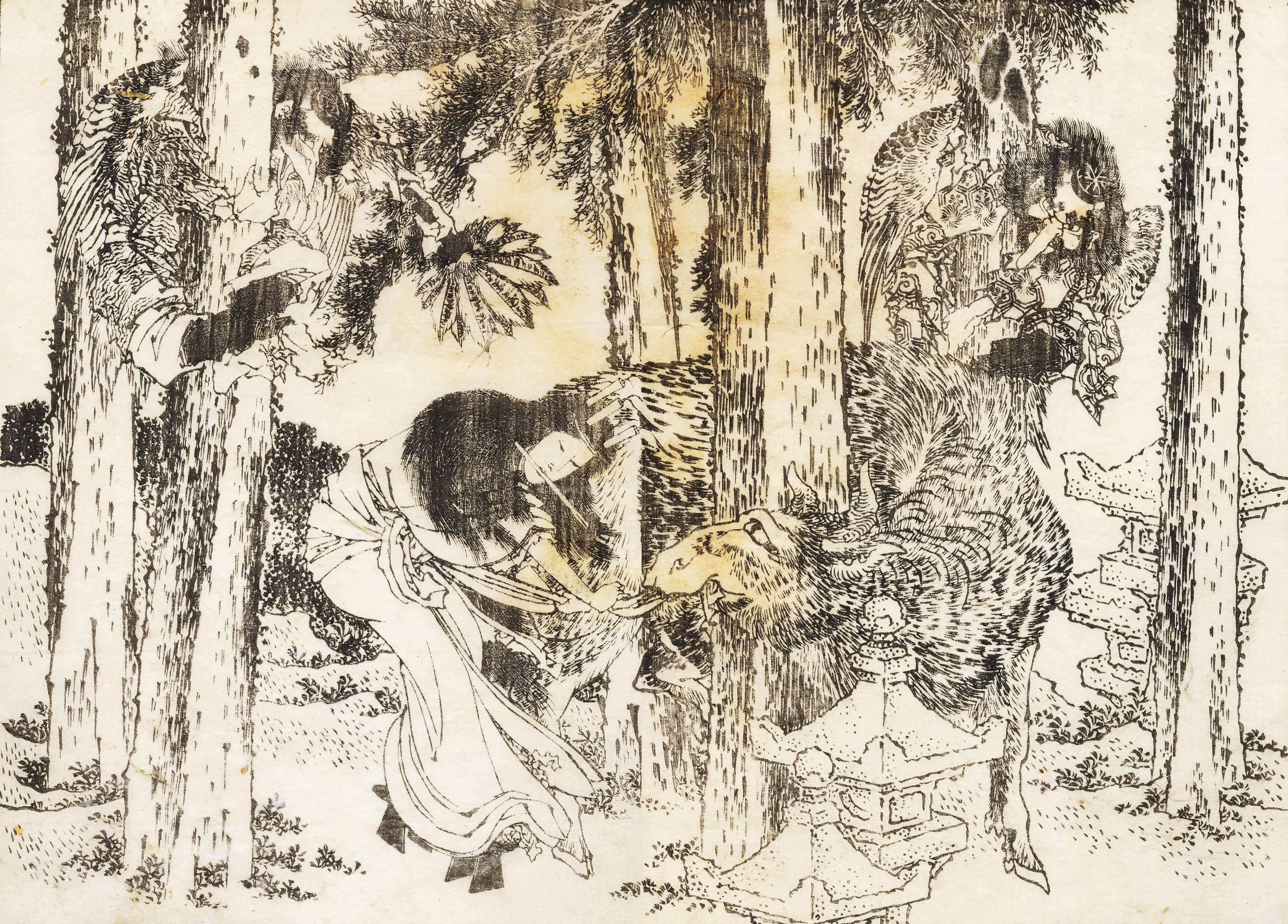
Una mujer convocando a un yōkai través del Ushi no toki mairi, por Katsushika Hokusai.

Las fuentes dicen que el método común del ritual se desarrolló durante el período Edo (1603-1868).
La mujer que realiza la maldición es generalmente retratada vestida de blanco, con el cabello despeinado, llevando en su cabeza una «corona» de hierro que sostiene tres velas encendidas, colgando un espejo sobre su pecho, el cual se encuentra escondido, y con un par de zuecos altos (geta). Luego debería clavar un muñeco de paja, que representaba a la víctima, en un árbol sagrado (神木 shimboku?), en el santuario sintoísta.
La «corona» de hierro que se usa es en realidad un trípode (五徳 gotoku?) (o trébede, un soporte para colocar ollas de cocina, etc., sobre una fuente de calor) que se usa invertido, deslizando el anillo de hierro sobre la cabeza y las velas pegadas en sus tres patas.
Se creía que el punto golpeado en el muñeco de paja correspondía al área del cuerpo donde el objetivo comenzaría a sufrir una enfermedad o lesión. Sin embargo, este muñeco no era un requisito definitivo en el ritual; hasta casi el final del Período Edo. Por ejemplo, en el Konjaku Gazu Zoku Hyakki de Toriyama Sekien (1779) representa a una mujer sosteniendo un martillo, pero sin muñeco, ni siquiera se menciona al muñeco en la leyenda. En este caso, los clavos se martillan directamente en las ramas del árbol.
Los accesorios utilizados se describen de forma algo diferente según la fuente. Algunas autoridades hablan de clavos de un tamaño particular llamado gosun kugi (五寸釘 lit. Clavos de 5 pulgadas (12,7 cm)?). Puede sostener en la boca un peine o una «antorcha de raíces de bambú y pino encendida en ambos extremos». La hora correcta, estrictamente hablando, es entre las 2:00-2:30 h.
En el grabado de Sekien y el de Hokusai, la mujer que realiza el ritual está representada con un buey negro a su lado. Se espera que el buey aparezca en la séptima noche del ritual. Uno debe caminar a la par del animal o montarlo a horcajadas para completar la maldición con éxito, pero si se es traicionado por el miedo ante la aparición del buey, el «maleficio pierde poder».

## Historia
En épocas anteriores, el término simplemente se refería a la adoración en el santuario durante las horas del buey, la connotación de maldición se desarrolló más tarde. En el Santuario Kifune en Kioto, existía la tradición de que si uno rezaba en la «hora del buey del día del buey del mes del buey del año del buey», era probable que se le concediera un deseo, porque era durante esta alineación de hora, día, mes y año en que se creía que la deidad de Kibune había descendido sobre el santuario. Sin embargo, el santuario se hizo conocido como un lugar maldito más adelante.
El Santuario Kibune se asoció fuertemente con la maldición de la hora del buey después de la fama de la leyenda de Hashihime de Uji («La Princesa del Puente de Uji»). La leyenda se considera la fuente principal de la concepción del ritual Ushi no toki mairi. Según la leyenda, Hashihime en vida fue la hija de un noble, pero consumida por los celos, pidió convertirse en un kijin (un demonio oni) capaz de destruir a su rival amoroso. Después de 7 días en el Santuario de Kifune, finalmente la deidad residente le dio la revelación de «bañarse durante treinta y siete días en los rápidos del río Uji». Kibune se ha considerado origen del ritual debido a que Hashihime lo aprendió allí, promulgando el maleficio a kilómetros de distancia (Kifune está en el norte de Kioto, el río Uji está al sur).
El texto escrito más antiguo de la leyenda se encuentra en una variante de El Cuento de Heike, del período tardío de Kamakura (códice Yashirobon), en el capítulo Tsurugi no maki («El Libro de la Espada»). Según el capítulo, Hashihime fue originalmente una mortal durante el reinado del Emperador Saga (809 a 823), pero después de convertirse en un demonio mató a su rival, los parientes de su esposo y luego indiscriminadamente a cualquier inocente, vivió más allá de la esperanza de vida humana normal. Un día intentó atacar al samurái Watanabe no Tsuna en el puente Ichijo Modoribashi (一条戻橋?), pero el samurái le cortó el brazo con la espada Higekiri (髭切?). Tsuna se quedó con el brazo del demonio, cuyo poder era contenido por el maestro Yinyang (陰陽師 onmyōji?) Abe no Seimei a través del canto del sutra Ninnō-kyō. En esta variante del «capítulo de la espada», la ceremonia a la que se somete la mujer en el río Uji para transformarse en demonio se describió de la siguiente manera:

Se aisló en un lugar desierto, dividió su largo cabello en cinco mechones y les dio forma de cuernos. Se untó la cara con bermellón y el cuerpo con cinabrio, colocó en su cabeza un trípode de hierro con tizones ardientes pegados a sus patas y sostuvo en su boca otro tizón, ardiendo en ambos extremos.
Tsurugi no Maki

Más tarde, durante el período Muromachi, Zeami adaptó esta leyenda a una obra de teatro Nō llamada «Kanawa» o, también, «La Corona de Hierro». La obra de Nō utiliza el mismo atuendo de la leyenda, a quien el oráculo le ordena, a Hashihime, «embadurnarse la cara de rojo y usar ropa escarlata», no se utiliza ni el muñeco de paja ni un martillo. El maestro yingyang Seimei crea «dos efigies de paja de tamaño real, una para el esposo y el otro para la amante, con el nombre de cada uno colocado dentro de los muñecos» para realizar los ritos y así excorcizar al demonio Hashihime. Por lo tanto, la forma hoy usada del ushi no mairi se desarrolló más adelante, agregando la visita al santuario en la hora del buey.

### Maldición usando muñecos
El uso de muñecos en el ritual de maldiciones se practica desde la antigüedad, con una referencia en la crónica del Nihon Shoki bajo el reinado del emperador Yōmei, que relata que en el año 587, Nakatomi no Katsumi no Muraji «preparó muñecos del Príncipe Imperial Oshisaka no Hikohito no Ōe (押坂彦人大兄皇子?)... y los hechizó», pero no funcionó. Sin embargo, este registro no aclara si los muñecos fueron perforados con objetos afilados.
Hay reliquias arqueológicas desenterradas con forma de muñecos humanos sospechosos de ser utilizados en maldiciones. Llamadas figurillas purificadoras de madera (木製人形代 Mokusei hitogatashiro?), algunas tienen rostros dibujados de manera realista con tinta, y otras con clavos de hierro perforando el pecho. Uno de ellos del siglo VIII está en manos del Instituto Nacional de Investigación de Bienes Culturales de Nara. Otro del sitio de Tatechō en Matsue, Shimane, una etiqueta de madera representa una figura femenina, aparentemente una mujer noble deduciendo del atuendo, y esta muñeca tenía tres clavijas o clavos de madera clavados en ella, apuntando a sus pechos y su corazón.

## Diverso
- En los estudios de derecho japonés, los intentos de cometer un asesinato a través del ushi no mairi a menudo se citan en los «libros de texto como ejemplo de un caso de delito de defensa por imposibilidad».[18][19]

## Arte popular
- La película Kanawa (1969) está basada en la obra de teatro Nō.[15]